# Aspergillos
Aspergillos är en sjukdomsgrupp orsakad av mögelsläktet Aspergillus, i synnerhet A. fumigatus. Sjukdomarna, såsom allergisk bronkopulmunär aspergillos (ABPA), drabbar framförallt människor med nedsatt immunförsvar, till exempel leukemipatienter. I fallet med ABPA är det främst personer med astma eller cystisk fibros som är i riskzonen. Friska människor andas dagligen in aspergillussporer och kan även få mindre angrepp i kroppen utan symptom, då immunförsvaret tar hand om det. Luften i lokaler där säd och jordnötter förvaras är ofta rik på sporer.
Aspergillussvampen kan, förutom att orsaka allergiska reaktioner, bilda svampbollar aspergillom, oftast i lungorna, men även i ihåliga organ som njuren, örat eller hjärtat. Det farligaste stället är om den sätter sig i bihålorna, då hyferna lätt växer igenom det tunna skallbenet och in i hjärnan. En svampboll kan i sällsynta fall framkalla så kraftiga hostningar att man förblöder, men kan även bilda grogrund för en bakteriell infektion.
När människor med relativt normalt immunförsvar drabbas av aspergillos handlar det nästan alltid om att svampen växer i ett abnormt hålrum i lungorna och därför inte är åtkomligt för immunförsvaret. Sådana hålrum kan bildas vid tuberkulos och åtgärdas kirurgiskt.  
I andra fall kan aspergillos behandlas med till exempel amphotericin B eller itrakonazol. I akuta fall sätter man in en kombination av voriconazol och caspofungin.
Även djur kan drabbas av infektioner som orsakas av mögelsvamparna i Aspergillus-släktet. Aspergillos hos tamfåglar förekommer över hela världen och orsakas exempelvis av mögel i strömaterial eller foder.